# Kells (Meath megye)
Kells (/ˈkɛlz/; Irish:Ceanannas) kisváros Meath megyében, Írországban. Az M3-as autópályánál fekszik, 16 km-re Navan-tól és 65 km-re Dublintól..

## Neve
Eredetileg az ír nevén (Ceannanas vagy Ceannanus) volt ismert, és valószínű, hogy a Kells név ennek angolosított változata. 
1929-ben mind az ír, mind az angol neve Ceannanus Mór lett, majd az Ír Szabad Állam létrejöttével rengeteg település kapott új nevet, ennek eredménye a Kells.

## Népesség
Kells népessége (a 2011-es népszámlálás alapján) 5888 fő. Ez jelentős népességnövekedést jelez a 2006-os népszámláláshoz képest. 1996 és 2002 között 24,8%-os népességnövekedés következett be.